# DVD Shrink
DVD Shrink är ett program som används för att göra backuper av DVD-skivor. Med DVD Shrink kan man ta bort oönskade ljudspår och undertexter. Programmet kan transkoda DVD-filmen så att den passar på en vanlig DVD-r (dvd-5/Single Layer-skiva).
Man kan spara det transkodade materialet, antingen som en så kallad ISO-fil på datorn, i en mapp på hårddisken eller direkt på en DVD-skiva om man har Nero Burning ROM installerat. Den senaste versionen av programmet (DVD Shrink 3.2) kan endast använda sig av Nero Burning ROM 6 eller tidigare. Utvecklingen av DVD Shrink har dock avstannat och programmeraren jobbar numer åt Nero AG (företaget bakom Nero Burning ROM) för att ge erbjuda Aheads kunder Nero Digital.
- DVD Shrink dekrypterar kopieringsskyddade filmer och kan byta eller ta bort DVD filmens regionskod.
- Programmet är Freeware och kan alltså användas utan kostnad.